# Stierva
Stierva (tot 1943 officieel in het Duits Stürvis; Italiaans (verouderd): Stirvia; Latijn: Seturius) is een plaats en voormalige gemeente in het Zwitserse kanton Graubünden, en maakt deel uit van het district Albula. In 2015 is de gemeenten gefuseerd samen met de andere gemeenten Alvaneu, Alvaschein, Brienz/Brinzauls, Mon, Tiefencastel en Surava tot de nieuwe fusie gemeente Albula/Alvra.
Stierva telt 134 inwoners.